# Rosa Vůjtěchová

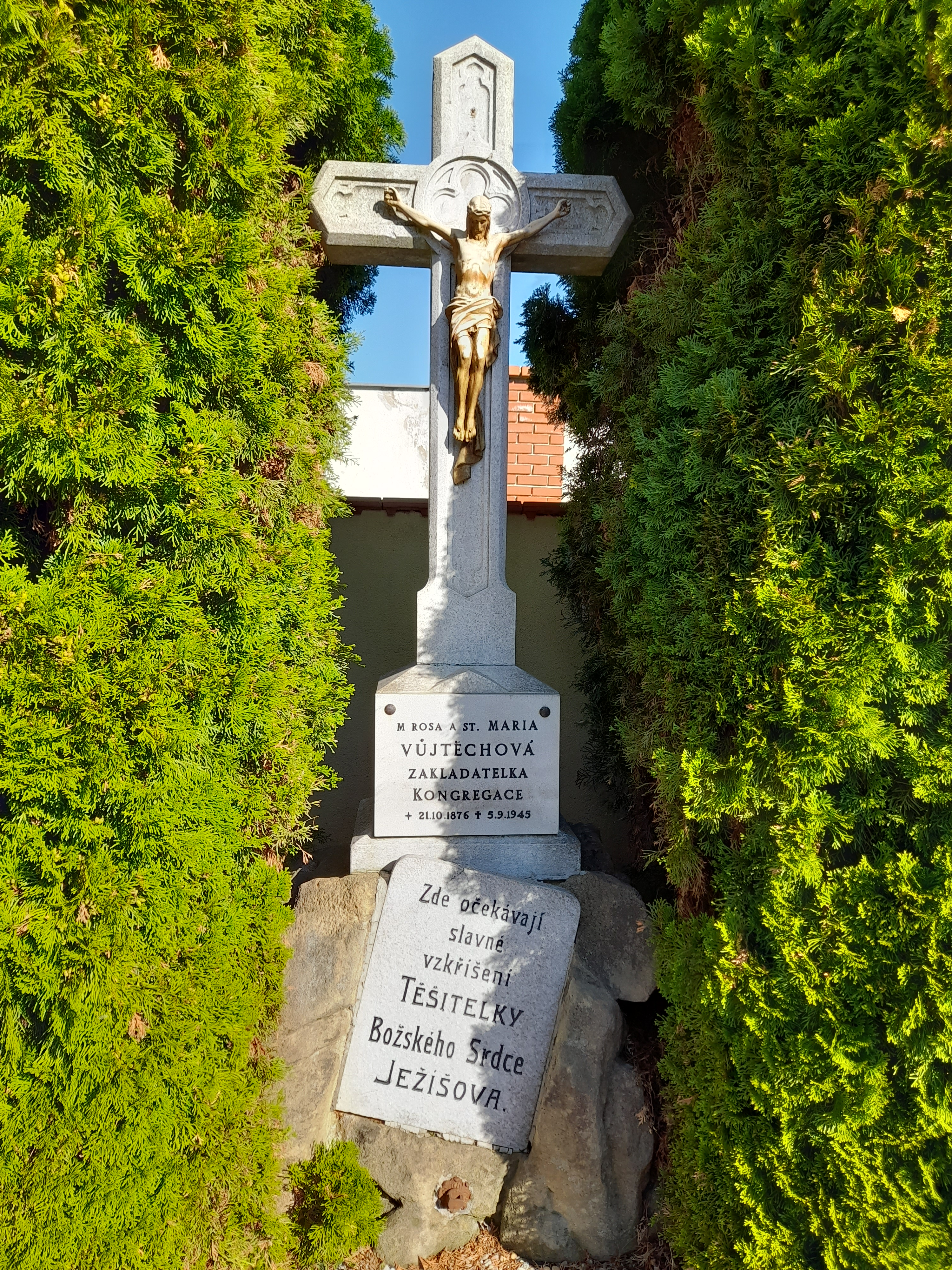
Hrob v Rajhradu

Marie Rosa Vůjtěchová (vlastním jménem Barbora Vůjtěchová) (21. října 1876, Obora u Radobytec – 5. září 1945, Rajhrad) byla česká řeholnice a zakladatelka Kongregace Božského Srdce Ježíšova. Dne 30. listopadu 2019 byl započat její beatifikační proces.

## Život
Marie Rosa Vůjtěchová, vlastním jménem Barbora, se narodila 21. října 1876 v malé vesnici v jižních Čechách Janu Vůjtěchovi a Anně roz. Mrázové. Již jako malá byla vychovávána k víře k Bohu a od dvanácti let dokázala plně zastat matčinu domácnost.
Když ukončila obecnou školu, rodiče ji poslali do Vídně, aby se naučila cizí jazyk. Odtud však Barbora po devíti měsících nespokojena odešla.
Zanedlouho odešla do kláštera Milosrdných sester sv. Karla Boromejského, kde v patnácti letech byla přijata na čekatelství. Dne 17. listopadu 1893 byla přijata do řádu boromejek a přijala zde řeholní jméno Marie Rosa. Dočasné sliby splnila 14. května 1899.
Roku 1911 byla přeložena do Brna, kde byl založen Spolek pro ošetřování chudých nemocných. Jeho protektorem byl brněnský biskup Pavel Huyn. Dále pak chodila po špitálech a ošetřovala nemocné lidi.
Za pomocí Pavla Huyna založila Kongregaci sester těšitelek Božského Srdce Ježíšova. Během roku měla kongregace již deset sester.
Během l. světové války vypomáhala v lazaretech a pečovala o nemocné. Po válce získala kongregace nový pozemek v Rajhradě, a tak roku 1924 byla započeta stavba mateřince, jež trvala pět let. Její sekretářkou byla Marie Anežka von Coudenhove-Honrichs.
Během ll. světové války čítala kongregace již přes 100 sester a Matka Rosa do roku 1945 dokázala založit celkem 14 filiálních domů. Za druhé světové války sestry ošetřovaly v Rajhradě až 120 lidí.
Roku 1944 se do kláštera nastěhovalo gestapo a sestry pro něj musely obstarávat jídlo. Na klášter vyvěsily dokonce německé prapory, ale po určité době německé vojsko z kláštera odešlo. Rudá armáda se domnívala, že německé vojsko v klášteře stále přebývá a klášter bombardovali. Matka Rosa v té době nabídla Bohu vlastní život za záchranu všech sester a sestry vskutku přežily v provizorním krytu.
Vůjtěchová roku 1945 zemřela. Podlehla agonii 5. září v kruhu svých sester v nedožitých 69 letech.

## Beatifikační proces
Dne 30. listopadu 2019 zahájila kongregace její beatifikační proces.